# Архипелаг Маддалена (национальный парк)
Архипелаг Ла-Маддалена (итал. Parco nazionale Arcipelago della Maddalena) — национальный парк, занимающий всю территорию архипелага Ла-Маддалена у северо-восточной оконечности Сардинии. Это единственный национальный парк Италии, находящийся в ведении муниципальных властей, и первая охраняемая природная территория в Сардинии. 
В 2005 году планировалось включить национальный парк в акваторию предполагавшегося к созданию международного морского парка Бокке-ди-Бонифацио. 